# جورج ليفي راسيل الثالث
جورج ليفي راسيل الثالث (بالإنجليزية: George Levi Russell III)‏ هو قاضي ومحامي أمريكي، ولد في 4 سبتمبر 1965 في بالتيمور في الولايات المتحدة.